# Ronan Carter
Ronan Carter (* 6. Juni 1996 in England) ist ein britischer Schauspieler.

## Leben
Ronan Carter wuchs in England auf. Sein Debüt gab er 2010 in dem Kurzfilm Mam. Von 2011 bis 2013 bekam er in der CBBC-Serie Sadie J eine Hauptrolle. Anschließend war er 2014 in dem Kurzfilm Life on the Line. 2017 war Carter in einer Episode in Doctor Who zu sehen.

## Filmografie (Auswahl)
- 2010: Mam (Kurzfilm)
- 2011–2013: Sadie J (Fernsehserie)
- 2014: Life on the Line (Kurzfilm)
- 2017: Doctor Who (Fernsehserie, eine Episode)